# Jochen Hippel
Jochen Hippel, född 14 oktober 1971 i Frankfurt am Main, är en kompositör från Kirchheimbolanden i sydvästra Tyskland. Han spelade en framträdande roll inom datormusiken under 16-bitarstiden.
Hans första datormusik var några julsånger han arrangerade i rockstil på hans skolas Commodore 64.
Som en medlem av The Exceptions, under namnet Mad Max, skrev han den mesta musiken för deras demos inklusive B.I.G. Demo (Best In Galaxy). Demon bestod huvudsakligen av en samling C64-låtar han portat till Atari STs Yamaha YM2149 ljudchip med sin egen musikrutin.
Jochen Hippel jobbade som frilansmusiker och gjorde musiken till många 16-bitarsspel. Han började så småningom jobba åt Thalion Software och skrev musik åt dem. Hans rockmusik för spelet Amberstar anses vara bland hans bästa verk.